# Andinoacara pulcher
Andinoacara pulcher és una espècie de peix de la família dels cíclids i de l'ordre dels perciformes.

## Morfologia
Els mascles poden assolir els 16 cm de longitud total.

## Distribució geogràfica
Es troba a Sud-amèrica: Veneçuela i l'Illa de Trinitat.